# Peratomastix australis
Peratomastix australis är en tvåvingeart som beskrevs av Günther Enderlein 1914. Peratomastix australis ingår i släktet Peratomastix och familjen vapenflugor. Inga underarter finns listade i Catalogue of Life.